# Mariene ecoregio Mexicaanse Tropische Stille Oceaan
De Mariene ecoregio Mexicaanse Tropische Stille Oceaan (166) (Engels: Mexican Tropical Pacific marine ecoregion) is een biogeografische regio en ligt in het oosten van de Grote Oceaan in de Mariene provincie Tropische Oostelijke Stille Oceaan (43) in het Marien rijk Tropische Oostelijke Stille Oceaan. De mariene ecoregio is vastgesteld door het World Wide Fund for Nature en The Nature Conservancy en is vernoemd naar de tropische wateren in het oosten van de Stille Oceaan voor de kust van Mexico.
In het oosten grenst het gebied aan de mariene ecoregio Chiapas-Nicaragua (167), in het westen aan de mariene ecoregio Revillagigedos (164), in het noordwesten aan de mariene ecoregio Magdalena Transitie (61) en in het noorden aan de mariene ecoregio Cortés (60).

## Geografie
De mariene ecoregio ligt in het oosten van de Grote Oceaan voor de zuidwestkust van Mexico. Het gebied strekt zich uit van de zuidpunt van het schiereiland Neder-Californië met Cabo San Lucas tot nabij Crucecita bij San Pedro Pochutla en omvat onder andere de baai van Acapulco.
Door het gebied stroomt de Californische stroom.

## Biogeografie
Het gebied kent zeeleven dat houdt van tropische temperaturen.